# Orpington

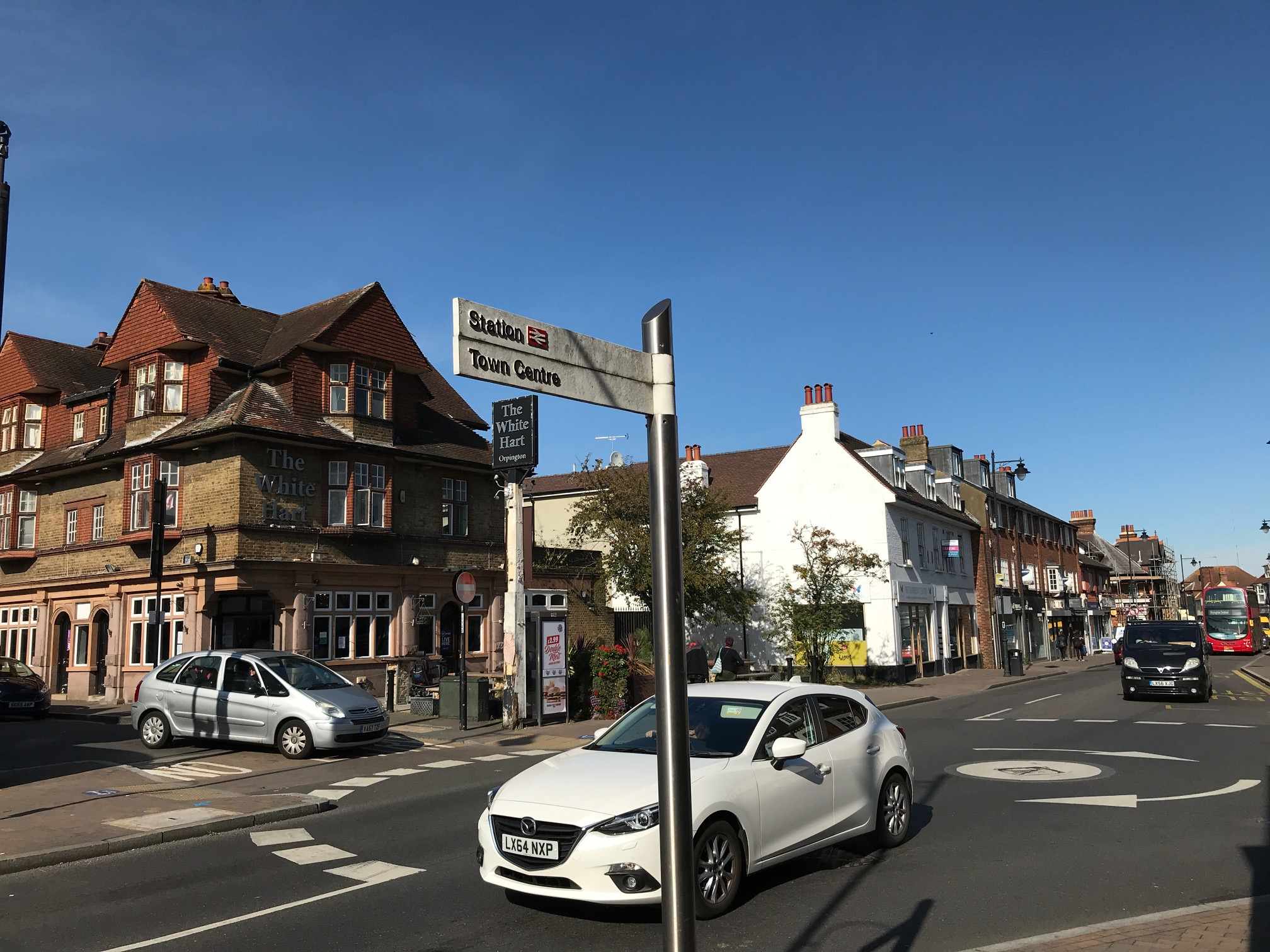
Orpington High Street, com o pub White Hart à esquerda.

Orpington é uma cidade e área no sudeste de Londres, Inglaterra, dentro do London Borough of Bromley. É 13,4 milhas (21,6 km) a sudeste de Charing Cross.
No extremo sudeste da Área Construída da Grande Londres, fica ao sul de St Mary Cray, a oeste de Ramsden, ao norte de Goddington e Green Street Green e a leste de Crofton e Broom Hill. Orpington é coberta pelo código postal BR [en].
Orpington tem uma população de 90.315 pessoas segundo o censo de 2011, é identificado no Plano de Londres como um dos 35 principais centros da Grande Londres.